# Stadler GTW
Pour les articles homonymes, voir GTW.
Stadler GTW est le nom d'une gamme modulaire de rames automotrices construites par l'entreprise suisse Stadler Rail. Le sigle GTW provient du nom allemand GelenkTriebWagen  qui signifie automotrice articulée. D'une petite niche comme constructeur, grâce au GTW, Stadler entre dans la catégorie des constructeurs de trains complets

## Description
Cette gamme modulaire peut se décliner en différentes motorisations (électrique ou diesel), en différents écartements (normal ou métrique) et même en version crémaillère. De même différents types de design des faces frontales sont proposés.

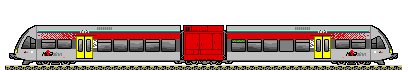
Profil d'une rame GTW 2/6.

Le concept de base est celui déjà appliqué sur les rames de tramway : la rame comporte en son milieu un court module moteur à deux essieux et les deux voitures encadrantes, ne comportant qu'un bogie porteur, s'appuient sur le module moteur. Ces voitures peuvent être courtes ou longues selon l'inscription en courbe requise par le client.
La version de base est le type GTW 2/6 ce qui signifie que pour 6 essieux, 2 sont moteurs. En ajoutant une voiture à un seul bogie au centre de la rame, celle-ci devient GTW 2/8.
Cet aspect très modulaire explique sans doute le succès mondial de ces rames qui se sont exportées dans de nombreux pays et pour des types de transport très variés : du transport urbain au chemin de fer de montagne en passant par le transport rapide interurbain. Plus de 600 rames ont été vendues (état 2022).

## Utilisateurs

### Allemagne
Les rames de la DB et du HLB sont construites sous licence par Bombardier (voitures) et Adtranz (motorisation).
- Deutsche Bahn
BR 646.0 (43 GTW 2/6)
  - DB Regio Berlin/Brandenburg - BW Neuruppin
BR 646.0 (30 GTW 2/6)
- Usedomer Bäderbahn (UBB, filiale de la DB)
BR 646.1 (23 GTW 2/6)
- SBB GmbH ex Euro Thurbo ex Mittelthurgaubahn (MThB)
Bm 596 671–673 (1997), GTW 2/6
- Hessische Landesbahn (HLB)
BR 508 101–103, 509 104-112, 508 113-115, 525 116-118, HLB 119-130, GTW 2/6

### Autriche
- Linzer Lokalbahn (bicourant: 15kV alternatif/750V continu, ET 22.151-164)

### Espagne
- FGC Ferrocarrils de la Generalitat de Catalunya
AM1-AM5 (métrique, crémaillère du monastère de Montserrat)
A10-A11 (métrique, crémaillère de la vallée de Nuria)
331.01-02 (voie large 1.668 mm, ligne Lleida - Pobla de Segur) (2016)

### France

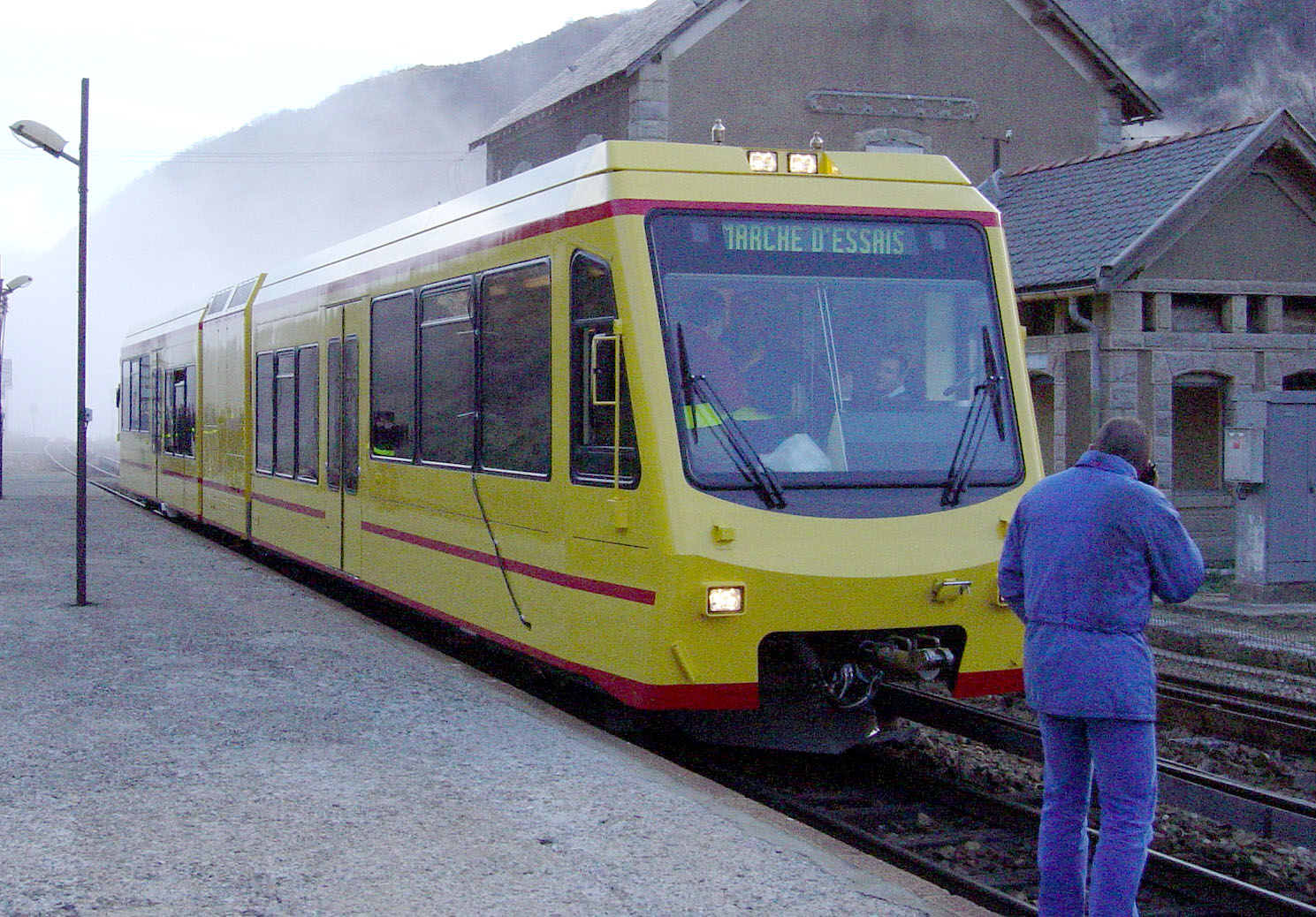
rame française de Cerdagne

- Ligne de Cerdagne (métrique, rail 750V Z 151-152)
- Panoramique des Dômes (chemin de fer à crémaillère du puy de Dôme, à voie métrique ouvert en 2012)

### Grèce

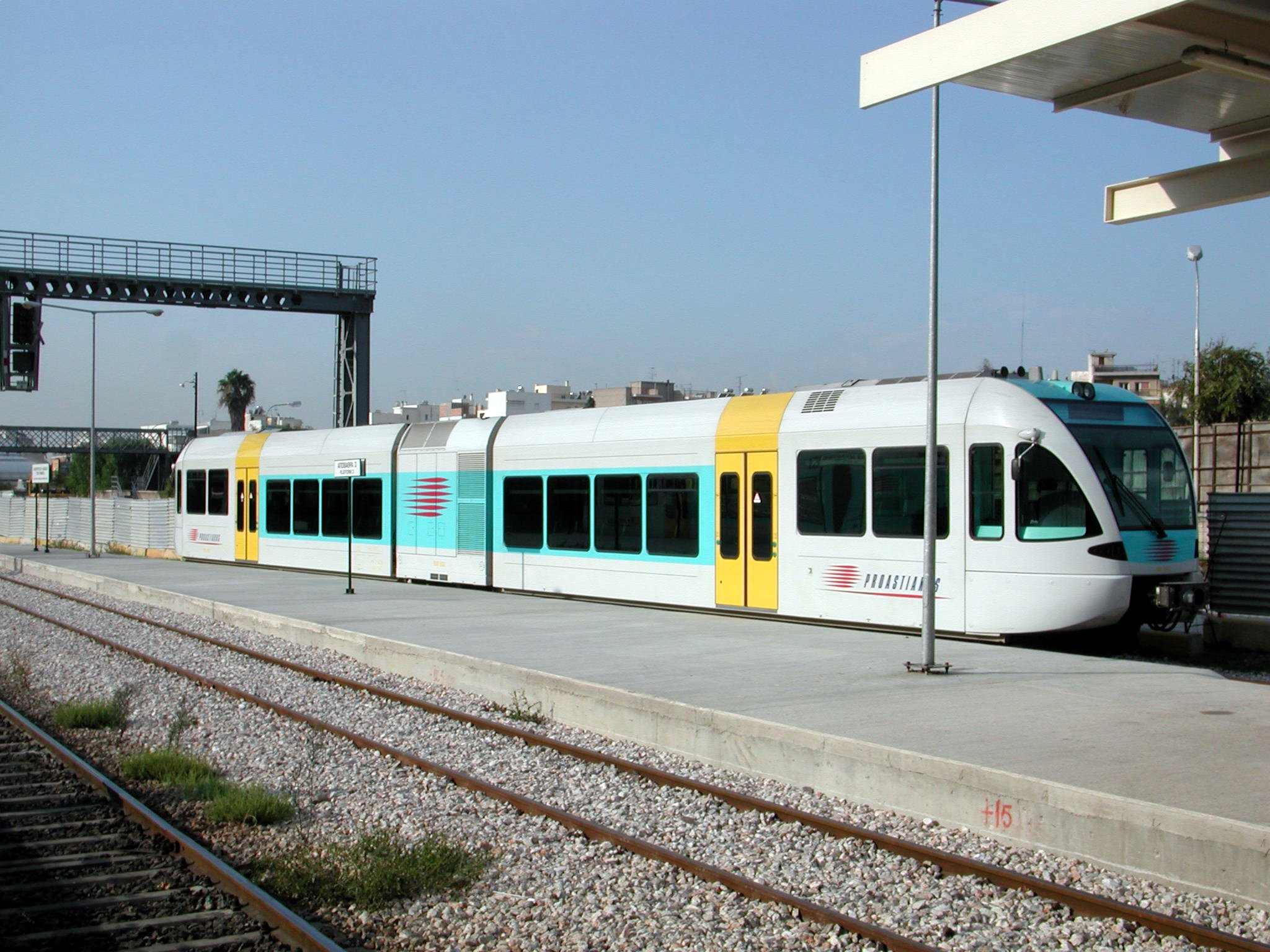
Rame grecque à voie métrique à la gare de Patras (la voie la plus à gauche est à écartement normal).

Certaines rames sont construites sous licence par la société grecque Hellenic Shipyards.
- compagnie nationale OSE : 560.101/901/201-17 (voie normale, diesel)
- train de banlieue de Patras : 4501-4512 (4 rames à voie métrique, diesel)
- ligne de Diakofto à Kalavryta : 3107 (4 rames à crémaillère pour la (750 mm, diesel)

Pour les jeux olympiques d'été en 2004, la Grèce avait commandé 29 GTW pour voie métrique et pour voie normale.

### Italie

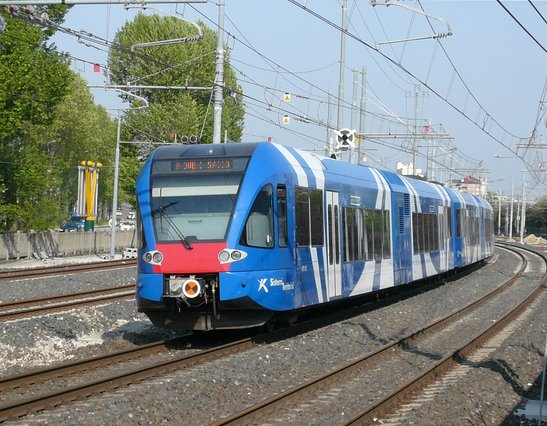
Rame italienne Sistemi Territoriali.

- Sistemi Territoriali S.p.A.
- SAD (Val Venosta/Vinschgau)
- Società Ferrovie Udine Cividale
- Ferrovie Nord Milano
- Ferrovie del Sud Est

| Opérateur | Type   | Motorisation | Utilisation                               |
| --------- | ------ | ------------ | ----------------------------------------- |
| Trenord   | Be 2/6 | Diesel       | Ligne de chemin de fer Brescia–Iseo–Edolo |

### Pays-Bas
- Arriva
- Veolia

### Slovaquie

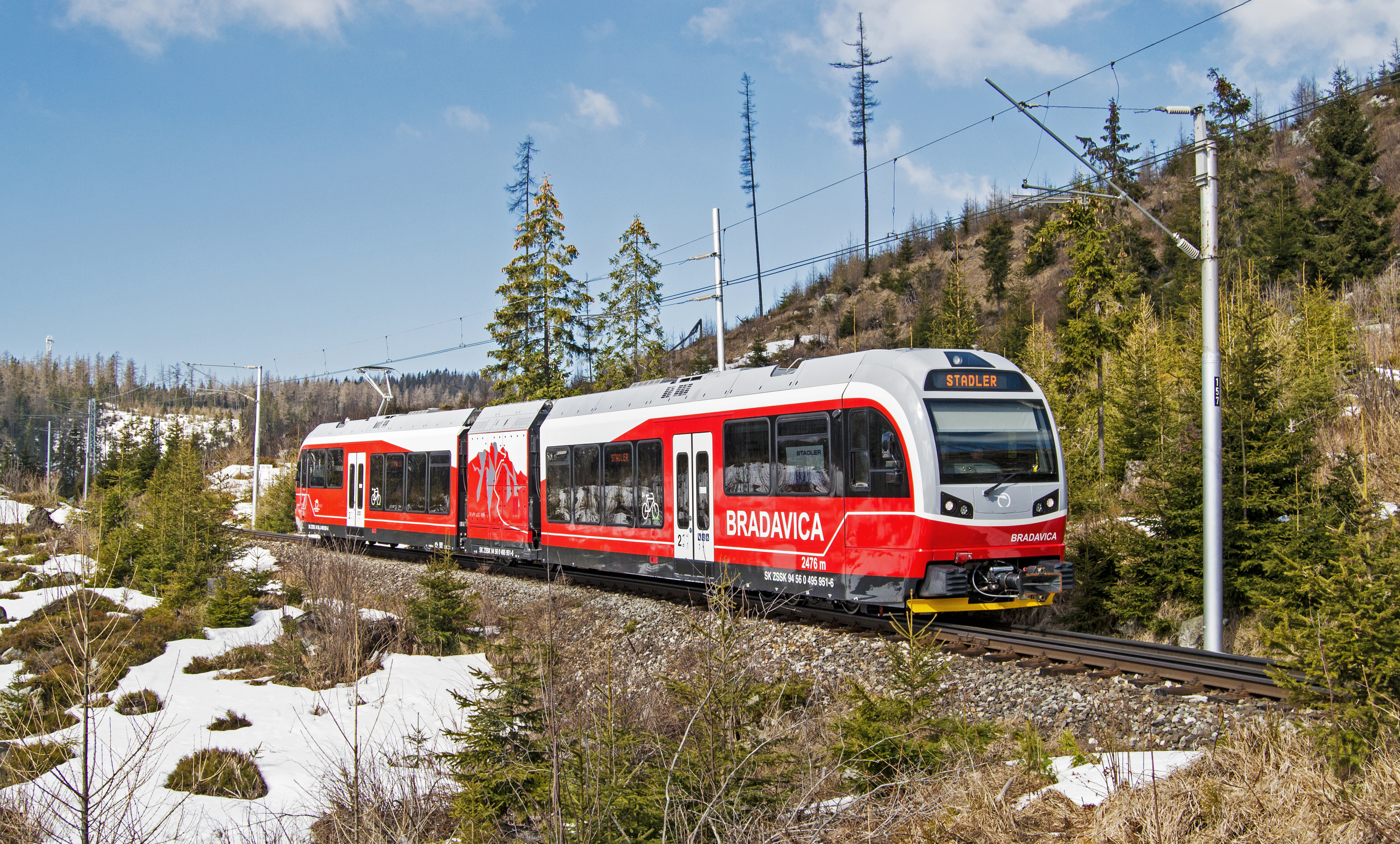
Rame slovaque.

- ZSSK 425.951-965 (métrique)
- ZSSK 495.951-955 (métrique)
- ZSSK 840.001-006

### Suisse

#### Voie normale

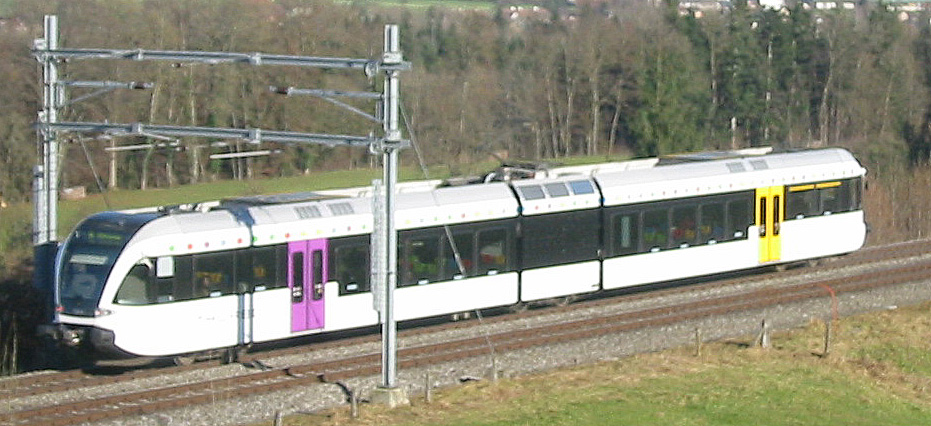
Rame suisse Thurbo.

- Thurbo ex Mittelthurgaubahn (MThB)
RABe 526 680–689 (1998), GTW 2/6
- Chemins de fer fédéraux suisses (SBB-CFF)
SBB RABe 520 000–016 (2002), GTW 2/8
SBB RABe 526 260–265 (2003), GTW 2/8 (anc. 2/6, ex-RM et BLS))
SBB RABe 526 280–286 (2004), GTW 2/8 (ex-RM et BLS)
- Thurbo
RABe 526 701–751 (2003), GTW 2/6
RABe 526 752–780 (2006/07), GTW 2/8

#### Voie métrique

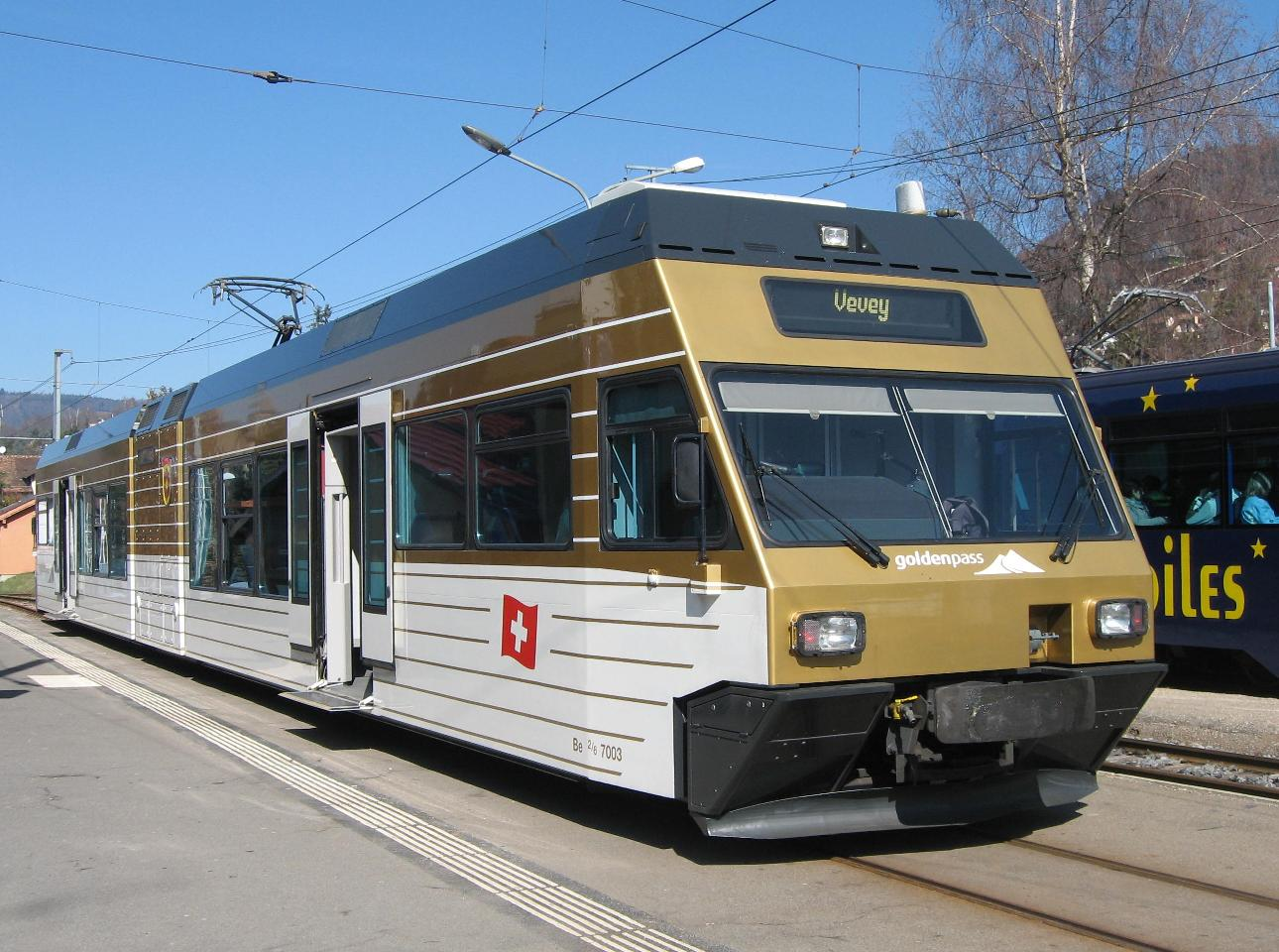
La Be 2/6 7003 à la gare de Blonay sur la ligne Vevey-Blonay-Les Pléiades des MVR au couleur du Goldenpass en mars 2012.

- Aare Seeland mobil (ASm) ex Biel–Täuffelen–Ins-Bahn (BTI)
Be 2/6 501–507 (1997)
Be 2/6 508–509 (2006)
- Transports Montreux–Vevey–Riviera (MVR) - Goldenpass, ex Chemins de fer électriques veveysans (CEV)
Be 2/6 7001–7004 (1997)
ABeh 2/6 7501-7508 (2016)[3]
- Transports Publics du Chablais  (TPC)
Beh 2/6 541-547
- TRAVYS ex Chemin de fer Yverdon-Sainte-Croix (YSteC)
ABe 2/6 2000–2001[A 2]
- Chemins de fer du Jura (CJ)
ABe 2/6 631–634

### USA

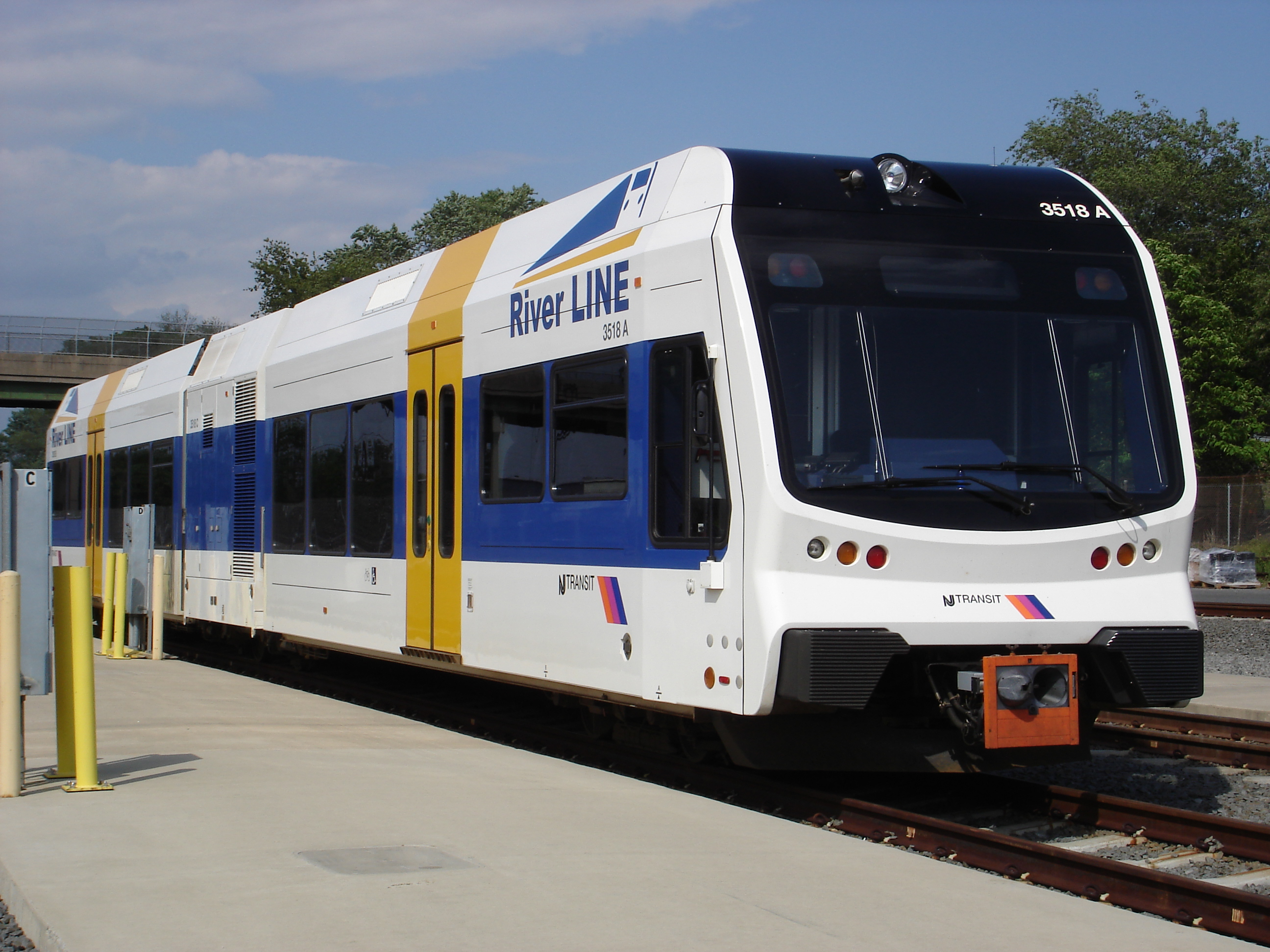
rame du NJT

- New Jersey Transit, 20 rames diesel GTW 2/6 sur River Line (34 miles)[4]
- Austin (Capital MetroRail), 6 rames[4]
- Denton (A-train), 11 rames[4], [A 3]
- eBART (en) (baie de San Francisco), 8 rames[4]